# De Bom (1969)
De Bom (of het wanhoopskomitee) is een kortfilm uit 1969 geregisseerd door Robbe De Hert en uitgegeven door het Belgische filmcollectief Fugitive Cinema. De film werd los uitgebracht, maar in 1977 samengebundeld met twee andere door Fugitive Cinema uitgegeven kortfilms, namelijk Gejaagd door de winst (over chemische industrie en oorlogsvoering) en Het laatste oordeel (over een bacteriologisch ongeval). Samen werd dit Experts of Evil: Het ABC van de moderne samenleving.

## Verhaal
In De Bom vindt een doodgewone garagist op een zekere dag een atoombom in een weiland. In plaats van deze aan te geven bij de autoriteiten besluit hij de bom mee te nemen en verstopt deze in zijn schuurtje. Hij raakt echter volledig geobsedeerd door zijn bom en verwaarloost derhalve zijn familie en werk. De garagist schrijft een anonieme brief naar het Belgische parlement waarin hij dreigt de bom tot ontploffing te laten brengen tenzij het parlement per direct de natie ontwapent. Het parlement gaat niet in op de brief, en op het einde van film ontploft de bom en sterft de garagist aan een hartaanval.

## Ontstaan
In 1966 crashte een B-52 Stratofortress - een Amerikaanse zware bommenwerper - in het Spaanse Palomares met aan boord vier Mk28-waterstofbommen. Door de veiligheidssystemen werd een nucleaire ramp voorkomen. Drie bommen werden tamelijk snel teruggevonden en afgevoerd, maar de vierde bom was spoorloos. Men vermoedde dat door de wind en de parachute aan de bom deze in zee was beland.  Jos De Hert kwam hierdoor op het idee om een film te maken over een ‘doodgewone man’ die een nucleaire bom vindt en erdoor geobsedeerd raakt. 
Het productieproces van De Bom nam in totaal drie jaar in beslag, van 1966 tot 1969. Volgens Robbe De Hert kon De Bom geproduceerd worden door het succes van zijn eerdere Fugitive film, Insane. De film kwam als eerste Fugitive Cinema-productie in aanmerking voor een subsidie. De Hert kreeg van het Ministerie van Cultuur 402.000 fr.

## Filmproces
De film is gedraaid in opdracht van Fugitive Cinema en werd opgenomen in Lommel, Postel, Antwerpen, Brussel en Mol begin september 1967. De opnames bij de brug in Mol duurden zo’n twee weken. 
De film werd gemonteerd bij Technifilm in Brussel, waar De Hert gedurende acht, negen maanden ook aan de montage werkte van De Geboorte en Dood van Dirk Vandersteen Jr. (1968), S.O.S. Fonske (1968) en Little Red Riding Hood and the Time-Bomb (1968). 

## Rolverdeling
| Acteur           | Rol                    |
| ---------------- | ---------------------- |
| Louis Paul Boon  | Louis Verheyden        |
| Betsy Blair      | Louis' vrouw Germaine  |
| Marleen Wouters  | Louis' dochter Jeanine |
| Guy Muchaez      | Louis' zoon Stan       |
| Maurice De Wilde | Reporter               |
| Mon de Meyer     | Minister van Oorlog    |
| Fons Rademakers  | Postbode               |

## Technisch
| Naam                 | Rol                  |
| -------------------- | -------------------- |
| Robbe De Hert        | Regisseur/ montage   |
| Kris van den Bogaert | Productieleider      |
| Monique Beyns        | Scriptgirl           |
| Louis-Oskar          | Cameraman            |
| Frans Celis          | Licht/ fotografie    |
| André Boeren         | Geluid               |
| Guido Henderickx     | Scenario/ montage    |
| Piet Pirijns         | Scenario             |
| Jos De Hert          | Artdirector          |
| Louis Paul Boon      | Dialogen             |
| André De Hert        | Assistentie          |
| Walter Heynen        | Muziek               |
| Wannes Van de Velde  | Muziek               |
| Magda Reypens        | Montage              |
| Michel Houssieau     | Fotografie           |
| Louis Celis          | Camera               |
| Tony Celis           | Stills               |
| Ronny Vos            | Teksten              |
| Ivo Pauwels          | Stemmen, diverse     |
| Julia Renders        | Stemmen, Betsy Blair |

## Stijl van de film
De Bom mengt verschillende soorten beeldmateriaal door elkaar. Het fictieverhaal van de garagist wordt ondersteund door found footage-beelden die gemanipuleerd zijn met een nieuwe voice-over. Doorheen de film worden er straatinterviews afgenomen met echte mensen die hun mening verkondigen. Een mogelijke inspiratie voor De Bom zou kunnen komen van Seven Days To Noon. Deze film gaat over een professor die een kernkop steelt van een laboratorium en dreigt deze tot ontploffing te brengen tenzij er een onmiddellijke ontwapening volgt. Ook zijn er gelijkenissen te vinden met Dr. Strangelove en Fail Safe, die beide handelen over de angst ten tijde van de Koude Oorlog.

## Onthaal
De film werd voor het eerst vertoond op het Internationale Filmfestival van Berlijn. Cahiers Du Cinéma noemde De Bom de “enige succesvolle kortfilm van het festival”.
In 1970 nam De Hert de Pepsi-Prijs in ontvangst op de Cinemanifestatie in Utrecht.
De film genereerde in de loop der jaren gemengde, maar over het algemeen positieve reacties.
In de jaren 80 werd de film veel getoond in linkse kringen (bijv. door anti-kerncomité Ninove, socialistische vrouwenbeweging te Mechelen, etc.). Daarna dook de film op op evenementen gewijd aan Louis Paul Boon, waar De Hert zelf vaak aanwezig was.